# (13005) Stankonyukhov
(13005) Stankonyukhov est un astéroïde de la ceinture principale.

## Description
(13005) Stankonyukhov est un astéroïde de la ceinture principale. Il fut découvert le 18 septembre 1982 à Naoutchnyï par Nikolaï Tchernykh. Il présente une orbite caractérisée par un demi-grand axe de 3,05 UA, une excentricité de 0,17 et une inclinaison de 12,4° par rapport à l'écliptique.

## Compléments